# Administrativní dělení Kapverd
Kapverdy se od roku 2005 dělí na 22 administrativních jednotek zvaných concelhos, jež představují obdobu okresů. Většina obydlených ostrovů souostroví představuje také jeden okres pojmenovaný podle ostrova. Výjimkou je hlavní ostrov Santiago, na kterém je okresů devět a pak ostrovy Fogo a Santo Antão se třemi okresy a ostrov São Nicolau se dvěma okresy.

## Přehled okresů

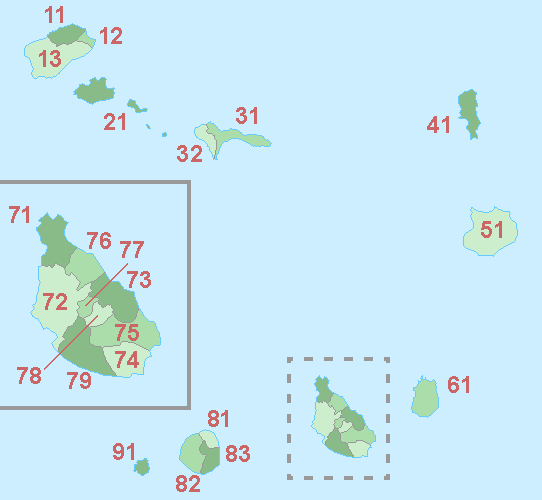
Samosprávné územní celky Kapverd

| Číslo v mapce | Okres                      | Hlavní ostrov | Hlavní město            | Rozloha (km², 2019) | Populace (2019) | Hustota zalidnění (obyv./km², 2019) |
| ------------- | -------------------------- | ------------- | ----------------------- | ------------------- | --------------- | ----------------------------------- |
| 1             | Tarrafal                   | Santiago      | Tarrafal                | 120,82              | 18 130          | 150,1                               |
| 2             | São Miguel                 | Santiago      | Calheta de São Miguel   | 77,35               | 13 950          | 180,3                               |
| 3             | São Salvador do Mundo      | Santiago      | Picos                   | 26,48               | 8 610           | 325,2                               |
| 4             | Santa Cruz                 | Santiago      | Pedra Badejo            | 112,21              | 26 010          | 231,8                               |
| 5             | São Domingos               | Santiago      | São Domingos            | 147,54              | 14 170          | 96,04                               |
| 6             | Praia                      | Santiago      | Praia                   | 102,55              | 166 550         | 1 624                               |
| 7             | Ribeira Grande de Santiago | Santiago      | Cidade Velha            | 137,25              | 8 520           | 62,08                               |
| 8             | São Lourenço dos Órgãos    | Santiago      | João Teves              | 36,94               | 6 950           | 188,1                               |
| 9             | Santa Catarina             | Santiago      | Assomeda                | 242,57              | 46 760          | 192,8                               |
| 10            | Brava                      | Brava         | Nova Sintra             | 62,51               | 5 460           | 87,35                               |
| 11            | São Filipe                 | Fogo          | São Filipe              | 228,84              | 20 530          | 89,71                               |
| 12            | Santa Catarina do Fogo     | Fogo          | Cova Figueira           | 152,95              | 5 220           | 34,13                               |
| 13            | Mosteiros                  | Fogo          | Mosteiros               | 89,45               | 9 270           | 103,6                               |
| 14            | Maio                       | Maio          | Porto Inglês            | 274,47              | 7 350           | 26,78                               |
| 15            | Boa Vista                  | Boa Vista     | Sal Rei                 | 631,09              | 18 800          | 29,79                               |
| 16            | Sal                        | Sal           | Espargos                | 219,84              | 39 700          | 180,6                               |
| 17            | Ribeira Brava              | São Nicolau   | Ribeira Brava           | 224,81              | 6 900           | 30,69                               |
| 18            | Tarrafal de São Nicolau    | São Nicolau   | Tarrafal de São Nicolau | 119,80              | 5 210           | 43,49                               |
| 19            | São Vicente                | São Vicente   | Mindelo                 | 226,66              | 51 277          | 371,6                               |
| 20            | Porto Novo                 | Santo Antão   | Porto Novo              | 564,27              | 16 950          | 30,04                               |
| 21            | Ribeira Grande             | Santo Antão   | Ribeira Grande          | 166,51              | 15 730          | 94,47                               |
| 22            | Paúl                       | Santo Antão   | Pombas                  | 54,26               | 5 510           | 101,5                               |